# Mateus Solano
Mateus Solano Schenker Carneiro da Cunha (Brasilia, 20 de marzo de 1981) es un actor brasileño. Ha interpretado roles protagónicos en telenovelas como Vivir la vida y Rastros de mentiras.

## Biografía
Mateus Solano es primo de las actrices Juliana y Gabriela Carneiro da Cunha. En busca de un lugar como actor, se mudó solo a Washington y luego a Lisboa, para después de un tiempo volver con su madre en Río de Janeiro. 
Se formó en artes escénicas en la Universidad Federal del Estado de Río de Janeiro y tuvo un pasaje por la compañía francesa Théâtre du Soleil, gracia a su prima Juliana. Actuó en los principales escenarios de teatro de Río de Janeiro y de São Paulo.
Participó en series como Sob Nova Direção, Faça Sua Historia y Casos e Acasos pero fue a partir de su interpretación del músico y periodista Ronaldo Bôscoli en la miniserie Maysa: Quando Fala o Coração, exhibida en enero de 2009, que logró destacarse. Fue convocado en ese mismo año por el director y productor Jayme Monjardim para integrar el elenco de Vivir la vida. En esta telenovela interpretó simultáneamente a los gemelos Miguel y Jorge, dos de los protagonistas principales, junto a actores como José Mayer y Giovanna Antonelli.
En 2008 participó de la película Linha de Passe, codirigida por Walter Salles y Daniela Thomas, y de la serie Mateus, o Balconista.
En 2011 interpretó el papel del científico Ícaro en Morde & Assopra, de Walcyr Carrasco, conocida en español como Dinosaurios & Robots, y también tuvo una participacíon especial en la serie A Mulher Invisível. En 2012 participó en un episodio de As Brasileiras y poco después integró el elenco principal de Gabriela en el papel del político Mundinho Falcão.

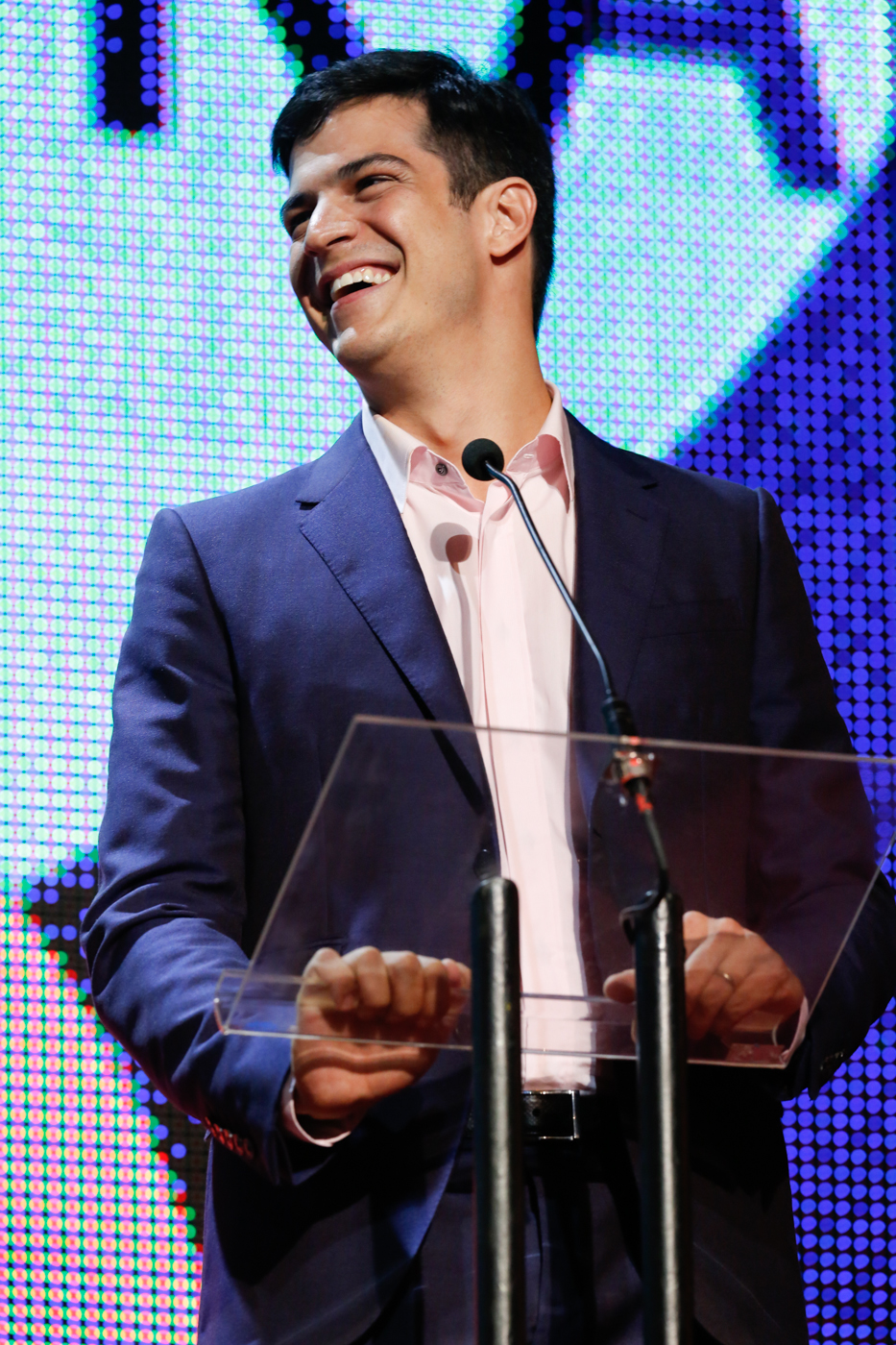
Mateus Solano en el 25° Premio da Musica Brasileira

Uno de sus papeles más importantes fue la interpretación de Félix, el villano en Rastros de mentiras (Amor à Vida). Félix es el hijo mayor de César (Antônio Fagundes), dueño de un importante hospital, y aspira a convertirse en el único heredero de la fortuna de su padre. Para lograrlo intenta apartar del camino a su hermana adoptiva Paloma (Paolla Oliveira). Además, esconde su homosexualidad y mantiene un matrimonio de conveniencia con la estilista Edith (Bárbara Paz).
Junto con Thiago Fragoso protagonizó el primer beso entre una pareja homosexual en una telenovela de Rede Globo, en la mencionada Rastros de mentiras.
En 2015 participó en la nueva versión de Escolinha do Professor Raimundo en el papel de Zé Bonitinho, con Bruno Mazzeo como el Profesor Raimundo.

## Vida personal
Está casado desde 2008 con la actriz Paula Braun y juntos tienen dos hijos, Flora, nacida en 2010 y Benjamin, nacido en 2015.

## Filmografía

### Novelas
| Año  | Título                 | Personaje                   | Notas |
| ---- | ---------------------- | --------------------------- | --- |
| 2006 | Malhação               | Carlos                      | |
| 2007 | Paraíso Tropical       | André/Jaime                 | |
| 2007 | Pé na Jaca             | Ari                         | |
| 2009 | Vivir la vida          | Miguel Guimarães Machado    | Melhores do Ano de Actor revelación Premio Contigo de Mejor actor de telenovela Meus Premios Nick de Actor favorito Troféu Imprensa de Revelación del año                                                          |
| 2009 | Vivir la vida          | Jorge Guimarães Machado     | Melhores do Ano de Actor revelación Premio Contigo de Mejor actor de telenovela Meus Premios Nick de Actor favorito Troféu Imprensa de Revelación del año                                                          |
| 2011 | Dinosaurios & Robots   | Ícaro Sampaio               | Protagonista |
| 2012 | Gabriela               | Mundinho Falcão             | |
| 2013 | Rastros de mentiras    | Félix Khoury                | Melhores do Ano de Mejor actor Meus Premios Nick de Actor favorito Premio Extra de Mejor actor Premio APCA de Mejor actor Prêmio Quem de Mejor actor Troféu Imprensa de Mejor actor Troféu Internet de Mejor actor |
| 2016 | La dama de la libertad | Rubião                      | Protagonista |
| 2018 | La trampa              | Eric Ribeiro                | Protagonista |
| 2019 | Dulce ambición         | Joziel                      | Participación especial |
| 2021 | Sólo se vive dos veces | Guilherme Monteiro Bragança | Protagonista |

### Series y miniseries
| Año  | Título                         | Personajes                | Notas                                                   |
| ---- | ------------------------------ | ------------------------- | ------------------------------------------------------- |
| 2003 | Linha Direta                   | Stuart Angel              | Episodio: «O Caso Zuzu Angel»                           |
| 2004 | Um Só Coração                  | Gustavo Gomes             |                                                         |
| 2005 | A Diarista                     | Carlos/Paulão             | Episodio: «O Rei de Baruaru»                            |
| 2006 | JK                             | Júlio Soares              |                                                         |
| 2007 | Sob Nova Direção               | Elzimar                   | Episodio: «Uma Babá Nada Perfeita»                      |
| 2007 | Sítio do Picapau Amarelo       | Pop Man                   | Episodio: «O Anjinho da Asa Quebrada»                   |
| 2008 | Mateus, o Balconista           | Mateus                    |                                                         |
| 2008 | Faça sua História              | Toby Crane/Cléber Augusto | Episodio: «A Estrela do Irajá" & "A Vingadora Capixaba» |
| 2008 | Casos e Acasos                 | Gilson                    | Episodio: «O Trote, o Filho e o Fora e Benjamin»        |
| 2009 | Maysa: cuando canta el corazón | Ronaldo Bôscoli           |                                                         |
| 2011 | A Mulher Invisível             | Frederico Martins (Fred)  |                                                         |
| 2012 | As Brasileiras                 | Heitor                    | Episodio: «A Vidente de Diamantina»                     |

### Cine
| Año  | Título                      | Personajes   |
| ---- | --------------------------- | ------------ |
| 2004 | O Primeiro Grito            |              |
| 2008 | Linha de Passe              | Marcelo      |
| 2008 | Maridos, Amantes e Pisantes | Amante       |
| 2008 | Alice                       | Sergio       |
| 2009 | Vida de Balconista          | Mateus       |
| 2011 | A Novela das 8              | João Paulo   |
| 2013 | Confia em Mim               | Caio         |
| 2013 | O Menino no Espelho         | Domingos     |
| 2016 | Em Nome da Lei              | Vitor        |
| 2017 | Talvez uma História de Amor | Virgílio     |
| 2018 | Tito e os Pássaros          | Doblaje      |
| 2018 | Crô: 2                      | Félix Khoury |